# Adrian Ellison
Adrian Ellison (11 settembre 1958) è un ex canottiere britannico.

## Palmarès

### Olimpiadi
- 1 medaglia:
  - 1 oro (Los Angeles 1984 nel quattro con)

### Giochi del Commonwealth
- 1 medaglia:
  - 1 oro (Edimburgo 1986 nel quattro con)